# Sly Cooper
Sly Cooper er hovedpersonen i spilserien af samme navn, lavet af Sucker Punch Productions. I den engelske og originale version af spillet lægger Kevin Miller stemme til figuren. Stemmeskuespilleren til den danske version af Sly er Christian Damsgaard. Sly så ud til at få sin filmdebut i 2016, men filmen er stadigvæk under udvikling, og det er stadigvæk uvist, hvem der vil ligge stemme til den danske version.
Sly er en vaskebjørn, som nedstammer fra en familie af mestertyve kaldet Cooper-klanen. Sammen med sine færdigheder som mestertyv, bliver Sly hjulpet af sine barndomsvenner Bentley og Murray som til at begå store tyverier, og sammen udgør de tre barndomsvenner Cooper-banden.

## Karakter

### Fysisk udseende
Sly er en antropomorf vaskebjørn med grå og mørkegrå pels. Hans tøjstil er nærmest uændret gennem de forskellige spil i serien, hvilket er blåt tøj (støvler, trøje, handsker og hat) med gule foldninger ved hansker og toppen af trøjen. Derudover har han et gult bælte, en rygsæk med en paraglider og en mindre taske på siden af benet med en avanceret kikkert kaldet en 'Binocucom'. Udover dette har han et sort bind for øjnene med øjenhuller igennem, som er kendt udklædning indenfor tyve i tegnefilm for at skjule ens identitet. Sly har desuden en såkaldt stok, som han bruger til at stjæle og slås med, men også til at komme hurtigt omkring. Alle i Cooper-klanen har deres egen version af en stok.
I nogle af spillene bruger Sly forklædninger (eksempelvis benytter han sig af en smoking i Sly 2, for at snige sig ind til en fest), men i det fjerde spil i serien (Sly Cooper: Thieves in Time) er forskellige udklædninger en vigtig del af spillet. Her er det muligt at skifte mellem fem forskellige kostumer udover det klassiske tøj, som hver især giver Sly forskellige evner.

### Karakteristik
Sly er en mestertyv og en vaskebjørn, som nedstammer fra en familie af dygtige mestertyve, der hedder Cooper-klanen, også kaldet Cooper-familien, Cooper-slægten. Sly, ligesom sine forfædre, stjæler ikke fra uskyldige mennesker, men fra andre mestertyve og forbrydere, hvilket gør . Cooper-klanens rødder kan spores langt tilbage i tiden (eksempelvis England i middelalderen og Det gamle Egypten).
Sly er ekstremt adræt, hvilket blandet med Bentley, som er meget intelligent, og Murray, som er stærk, skaber et godt dynamisk hold.
De fleste af Slys manøvre og tricks har han lært fra Cooper-familiens bog, som går i arving: Thieves Raccoonus. Han har sin kroget stav, som han benytter til mange af sine manøvre, men også som våben. Sly kan gå på reb, klatrer på eksempelvis pæle, og kan snige sig op på vagter og stjæle diverse ting.
Sly kan beskrives som snedig og lusket, men han er også loyal, modig og venlig. Han værdsætter sit forhold til sine venner, Bentley og Murray, men også hans lidt komplicerede kærlighedsforhold til ræven Carmelita Fox, som uheldigvis er en kriminalbetjent.

## Optrædener

### ISly Cooper-serien
Sly debuterer i Sly Cooper and the Thievius Raccoonus. Da Sly var 8 år blev hans forældre dræbt af en gruppe kaldet 'De Farlige Fem', ledet af Cooper-familiens ærkefjende Clockwerk for at stjæle siderne fra Thievius Raccoonus, som er en bog fyldt med Cooper-familiens forskellige mestertyvefærdigheder og teknikker. Efter mordet på Slys forældre, blev han sendt på børnehjem. Noget godt kom der ud af dette, da han møder skildpadden Bentley og flodhesten Murray på børnehjemmet. Bentley og Murray skulle senere blive hans tyve-kollegaer, men også det nærmeste han kunne kalde familie.
Da Sly, Bentley og Murray er blevet ældre, har de dannet deres egen bande; Cooper-banden. Sammen vil de stjæle sider til Thievius Raccoonus og hævne Slys forældres død.
I Sly 2: Band of Thieves to år efter begivenhederne i Sly Cooper and the Thievius Raccoonus, dukker Slys ærkefjende, Clockwerk, op igen. En ny bande ved navn 'Klaww-Banden' har stjålet dele af Clockwerk til egen vindings skyld. Sly og hans bande vil dermed stjæle Clockwerk-delene fra de forskellige medlemmer af 'Klaww-Banden' for at undgå, at Clockwork skal vende tilbage.
I det tredje spil, Sly 3: Honor Among Thieves, som finder sted et år efter Sly 2, erfarer Sly fra en person ved navn Jim McSweeny, som påstår at have været en del af Slys fars bande og at hele hans familie har gemt deres tyvekoster i en hemmelig boks som hedder Coopers Boks som ligger på øen Kaine Island i det sydlige Stillehavet. Da Sly og Bentley ankommer der, finder de ud af, ser de øen er blevet omdannet til en stor moderne fæstning med høj sikkerhed af en mandril ved navn Dr. M, som også var en del af Slys fars bande, som prøver at komme ind i boksen. Sly må derfor samle hans bande, men grundet denne store opgave, må han få fat i flere personer, som kan hjælpe ham.